# 프라임 사업
프라임 사업 또는 산업연계교육활성화선도대학 사업은 인문, 예체능계의 정원을 줄이고, 이공계 정원 확대와 학내 구조조정을 지원하는 사업이다. 프라임(PRIME)은 Program for Industrial needs-Matched Education의 약자이다.
2016년 5월 4일 교육부는 21개 대학을 선정했다. 학교당 연간 약 150억 원을 지원하는 대형 사업에는 건국대학교, 경운대학교, 동의대학교, 숙명여자대학교, 순천향대학교, 영남대학교, 원광대학교, 인제대학교, 한양대학교 ERICA캠퍼스가 선정됐다. 학교당 연간 약 50억 원을 지원하는 소형 사업에는 성신여자대학교, 이화여자대학교, 경북대학교, 대구한의대학교, 한동대학교, 동명대학교, 신라대학교, 건양대학교, 상명대학교 2캠퍼스, 군산대학교, 동신대학교, 호남대학교가 선정됐다. 조정 결과 인문사회계열 정원 2,500명, 자연과학계열 정원 1,150명, 예체능계열 정원 779명이 줄고, 공학계열 정원이 4,429명 늘게 됐다.
이번에 선정된 21개 대학의 정원 이동 규모는 총 5351명. 이들 대학 전체 입학정원(4만8805명)의 약 11%에 해당하는 규모다. 대형은 평균 378명이, 소형은 평균 162명이 이동했다. 가장 크게 줄어든 분야는 인문사회계열로 2500명이 감소했다. 반면 공학계열은 4429명이 늘었다.

## 개요
프라임(PRIME)은 Program for Industrial needs - matched Education의 약자이다. 2017 대학별로 등급이 매겨진 대학구조개혁평가가 고졸자보다 대학정원이 많아질 미래를 대비해 정원 ‘감축’에 역점을 둔 사업이었다면, 프라임 사업은 사회수요를 반영한 인재가 양성되도록 정원 ‘배치’에 중점을 둔 사업이다. 수요를 고려하지 않은 인력공급이 발생하는 인력 미스매치 해소를 위해 국가가 지원에 나서 대학의 체질개선을 유도하는 데 역점을 두고 있다.
사업 기간은 2016년에서 2018년까지 총 3년이다.

## 사업 내용
인력 미스매치의 양적 조정과 대학 교육의 질적 개선 : 양적 조정은 중장기 인력수급 전망을 기초로 사회, 산업 수요 중심의 학사구조 개편과 정원 조정 등 대학의 체질개선 유도 하는 것이다. 질적 개선은 지식의 전수뿐만 아니라 지식의 창출, 문제 해결 능력 및 현장 실무 능력을 길러주는 방향으로 대학 교육을 변화하는 것이다. 지역 연계는 국가 전체적인 미스매치 해소뿐만 아니라 지역의 여건과 산업 특성을 고려하여 지역사회에서 대학의 역할을 강화한다.

## 프라임 사업 비전 및 전략
창조경제를 견인할 학생 중심의 산업연계 선도대학을 육성하는 것이 목표이다.  또한 사회수요 중심의 자율적인 대학 체질개선을 통해 학생의 진로역량 강화와 인력 미스매치를 해소하기 위한 전략을 세우고 있다. 추진전략은 다음과 같다.
1. 학생 중심의 교육개혁을 위한 자율성과 유연성을 대학에 부여  - 대학 제도가 학생 중심으로 되어, 소질과 적성에 맞는 직업을 선택하고 필요한 지식과 기술을 뒷받침 할 수 있는 변화를 대학이 주도
2. 교원 신분 · 학생 정원 유지 등 대학 구성원(교직원, 학생) 간 합의  - 학사조직 개편과 정원 등 학생 중심으로의 대학 변화를 교직원, 학생 등과 같은 대학 구성원 간 합의를 통해 내부의 개혁 추진
3. 선제적이고 자율적인 대학의 변화 요구에 대한 재정적 뒷받침  - 변화를 선도하는 대학에 대한 재정적 뒷받침과 정원 축소 등 조정 대상 분야도 질적 고도화 및 학문 후속세대 양성 지원 병행

## 프라임 사업 유형 및 현황[4]

### 사회수요 선도대학

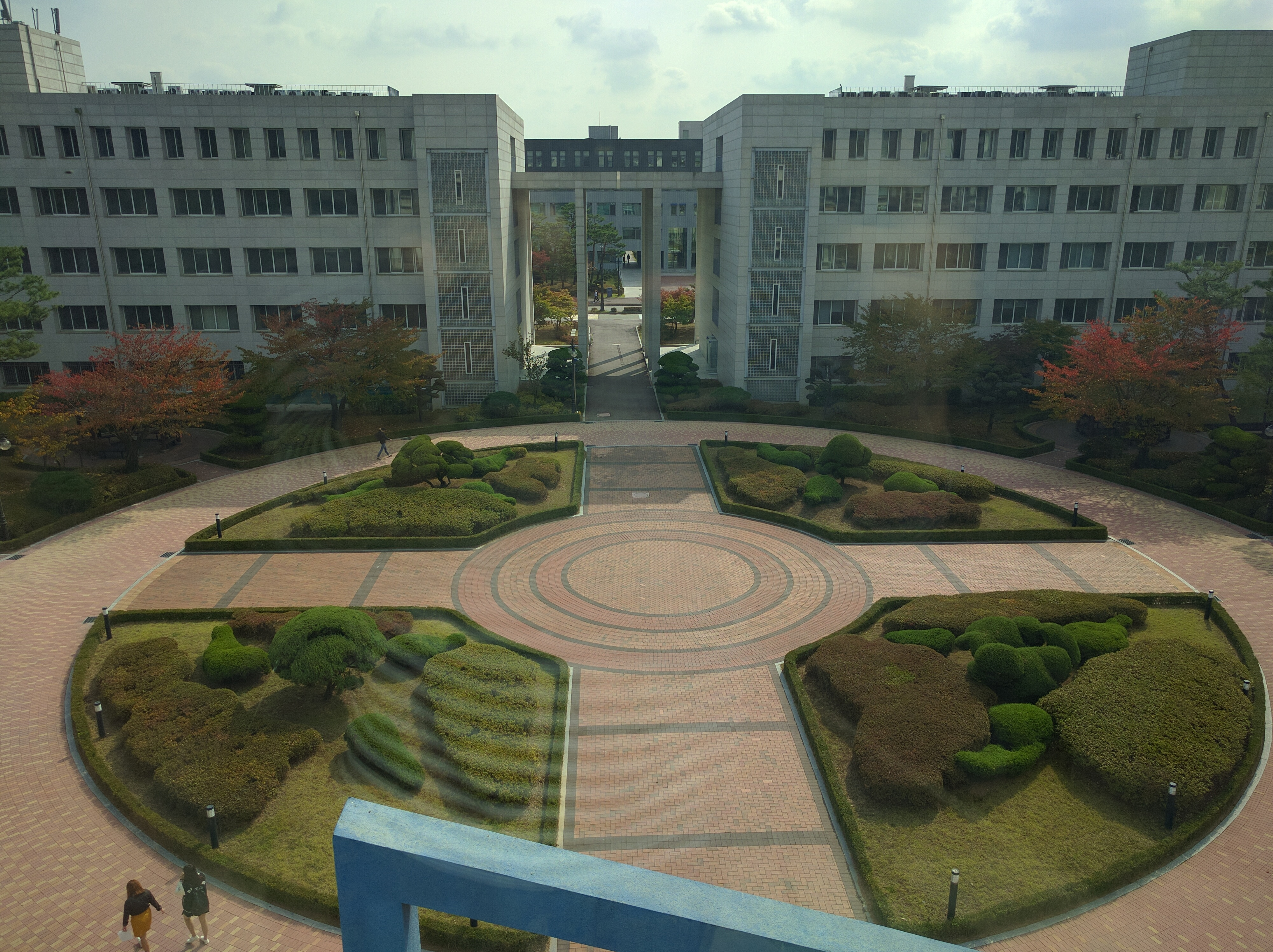
한양대학교 ERICA캠퍼스는 수도권 대학에 있는 사회수요 선도대학으로 지정되었다.

사회수요 선도대학(대형) 유형의 경우 300억 원의 사업비를 받는 대학은 없고 평균 150억원의 대학만 9개교가 선정됐다. 수도권에서는 건국대와 숙명여대, 한양대 ERICA캠퍼스 단 3곳만 선정됐다. 비수도권에서는 경운대, 동의대, 순천향대, 영남대, 원광대, 인제대가 선정됐다.
|                | 대학               | 비전                                                                                           | 목표 |
| -------------- | ------------------ | ---------------------------------------------------------------------------------------------- | --- |
| 수도권 대학    | 건국대             | 기술 융합 수요에 유연하게 대처하고 산업변화를 선도할 수 있는 산업수요 맞춤형 융합인재WE人 양성 | 산업수요 맞춤형 융합인재 WE人 양성을 통한 인력 미스매치 해소 및 대학의 취업률 향상 |
| 수도권 대학    | 숙명여대           | 산업연계 교육활성화를 통한 미래 가치 창조                                                      | 현장 실무능력 배양을 위한 대학교육 선진화, 사회수요에 부응하는 고급 여성인재 양성, 우수산학연계 교육모델 창출 |
| 수도권 대학    | 한양대 ERICA캠퍼스 | 창조경제를 견인할 학생 중심의 산업연계 선도대학 육성                                           | 사회수요 중심의 자율적인 대학 체질개선을 통해 ‘인력’미스매치 해소와 진로역량 강화 |
| 비 수도권 대학 | 경운대             | 하늘영토 확장을 책임지는 미래항공분야 인력양성                                                 | 항공기제작 및 항공서비스산업의 인력미스매치 해소를 위한 개방형교육운영체제 구축과 현장성극대화 실무교육 실현 |
| 비 수도권 대학 | 동의대             | 사회수요 중심의 산업연계 교육생태계 조성                                                       | 부품소재 제조혁신을 통한 4차 산업혁명 Innovator 양성 |
| 비 수도권 대학 | 순천향대           | 웰니스산업 실무인재 양성                                                                       | 미래사회 변화와 산업수요에 적합한 혁신적 융합실무교육으로 웰니스산업 분야 [MediTech(의료과학기술), SmarTech(ICT융복합기술), HumanTech(문화콘텐츠기술)] 핵심 인재 양성                                                                     |
| 비 수도권 대학 | 영남대             | 산업부가가치와 사회공유가치 창출을 선도하는 Y형 인재 양성                                      | 미래산업부가가치 창출(FAVC:Future Added Value Creation)을 선도하는 Y형 인재 양성 대학의 비전과 특성화 역량을 바탕으로 영남대학교의 강점분야인 공학계열을 PRIME분야로 집중 육성                                                            |
| 비 수도권 대학 | 원광대             | 농생명 및 스마트기계·소재산업 인재양성                                                         | 지역산업과 신산업수요에 부합하는 학사구조 개편과 교육과정 혁신을 통한 창의실무형 인재 양성 |
| 비 수도권 대학 | 인제대             | 융복합적 현장실무중심 교육을 통한 의생명 헬스케어 창의전문인력 양성 및 산업연계 활성화         | - - 산업수요 맞춤형 학사구조 개편(Industry needs matched structure) - - 융복합형 인재 양성(Convergence of academic fields) - - 현장 실무 중심 교육(On-site practical education) - - 학생 전공 선택권 보장(No restraint of major selection |

### 창조기반 선도대학
창조기반 선도대학(소형)에서는 기존 계획 10개교보다 2곳 더 선정했다. 수도권에서는 성신여대와 이화여대 등의 여대가 이름을 올렸고, 지방에서는 건양대, 경북대, 군산대, 대구한의대, 동명대, 동신대, 상명대 천안캠퍼스, 신라대, 한동대, 호남대가 선정되었다.
|                | 대학           | 비전                                                                                         | 목표 |
| -------------- | -------------- | -------------------------------------------------------------------------------------------- | --- |
| 수도권 대학    | 성신여대       | 미래사회 - 산업을 위한 지식과 창조경제구현의 서비스기술 창출 인재양성                        | - - 서비스산업고도화를 위한 창조경제 기술인력 양성 - - 고령화 사회와 녹색산업 성장을 위한 기술융합인력양성                                                                                      |
| 수도권 대학    | 이화여대       | 미래성장동력분야를 선도하는 ELTEC 공과대학                                                   | 창조경제를 선도하는 바이오헬스 미래신산업분야의 글로벌 여성공학인재 양성 |
| 비 수도권 대학 | 건양대         | 산업 연계 교육 활성화 선도대학                                                               | 기업예약시스템 구축을 통한 대학-기업 간 미스매치 해소 |
| 비 수도권 대학 | 경북대         | 국가 미래성장을 선도하는 창의적SW융합 인재 양성                                              | 글로벌 경쟁력과 창업정신을 함양한 SW융합 인재 양성 |
| 비 수도권 대학 | 군산대         | 사회수요에 부응하는 창의적 실무형ㆍ융합형 인재양성                                           | 사회수요 맞춤형 교육체계 구축 및 취업률 제고 |
| 비 수도권 대학 | 대구한의대     | 아시아 최고의 코스메디컬바이오산업 거점대학                                                  | 창조형 산학연계 교육을 통한 코스메디컬바이오산업 현장실무인력 양성 |
| 비 수도권 대학 | 동명대         | <산학실용교육 명문대학>을 목표로 창조적 산학협력 및 실용교육을 통한 실무중심의 우수인재 양성 | 창의융합 소프트파워 엔지니어 양성 - - 산업수요 맞춤 5개 전공신설 및 학사구조 개편 - - 신산업 취업 약정형 산학연계 교육 - - 실무형 연계전공 교육 - - 현장 체험형 진로, 취·창업 대학지원체계 강화 |
| 비 수도권 대학 | 동신대         | 에너지 신산업을 선도학 산학협력 지역 거점 대학                                               | 에너지밸리 맞춤형 전문 인재양성 지역발전을 선도할 산학협력체계구축 |
| 비 수도권 대학 | 상명대 2캠퍼스 | 21세기를 창조하는 역동적 글로벌 대학                                                         | 스마트산업 분야의 설계몰입교육 기반 SM@RT 인재양성 |
| 비 수도권 대학 | 신라대         | 지역경제를 창조하는 글로벌 융합형 공학 인재 육성                                             | 국내 메카트로닉스 융합교육 TOP3대학으로 도약 |
| 비 수도권 대학 | 한동대         | 순수한 학문적 열정, 우월성과 함께 시대와 사회가 요구하는 실질적 창의 인재 양성               | 고부가가치 지식서비스 산업창출을 위한 창업 역량과, 인간과 기술의 소통의 도구로서의 ICT융합역량을 겸비한 창업가/기획자/분석가 등 미래 지식산업사회를 선도하는 융합형 인력 양성                   |
| 비 수도권 대학 | 호남대         | ICT융복합 기반 창조경제 선도대학                                                             | 하이파이브(HI-Five)전략을 통한 미래산업분야 IMPACT형 인재양성 |

## 프라임 사업 장점[23]

### 인력 미스매치 해소
프라임 사업의 가장 큰 장점은 대학 졸업자들이 진로 역량을 갖추고 좋은 일자리에 취업하도록 할 수 있다고 말할 수 있다. 미래 수요에 맞게, 대학 입학정원을 조정하는 작업이 신중하게 진행되면서 대학마다 일자리와 학과를 연결시키는 논의가 매우 활발하게 이뤄질 것이고, 교수들의 진로지도가 중요한 부분으로 자리 잡을 것이다. 교수들의 업무영역이 연구, 교육, 산학협력 등이었다면, 앞으로는 학생들의 매니저로서의 역할도 중요하게 되고, 따라서 학생들과의 소통, 협력이 강화될 것이다. 또한, 프라임 사업을 통해, 인력 미스매치가 해소되고, 이를 통해 학생들이 보다 용이하게 사회에 진출해 능력을 펼칠 것이다.  

### 대학 구조의 변화
학생 중심의 교육개혁을 위한 자율성과 유연성을 대학에 부여함으로써, 대학 제도가 학생 중심으로 되어, 소질과 적성에 맞는 직업을 선택하고 필요한 지식과 기술을 뒷받침할 수 있는 변화를 대학이 주도할 것이다. 학사조직 개편과 정원 등 학생 중심으로의 대학 변화를 교직원, 학생 등과 같은 대학 구성원 간 합의를 통해 내부의 개혁 추진을 통해, 대학의 변화를 이끌 수 있다. 프라임 사업은 이에 대한 재정적 뒷받침을 가능하게 하고, 정원 축소 등 조정 대상 분야도 질적 고도화 및 학문 후속세대 양성 지원 병행을 가능하게 한다.  

## 문제점 및 논란

### 무리한 통폐합으로 인해 학문의 가치가 하락한다.
프라임 사업에 지원하는 대학은 그 결과를 떠나 기본적으로 인문, 사회과학, 예술계의 학과의 계열 이동과 정원 감축을 약속을 해야 한다. 대형사업에 지원하는 대학은 10%에서 30%의 정원을 조정해야하는데, 이 과정에서 학문 간의 가치와 연관성을 고려하지 않은 통폐합의 경우가 발생하여 논란이 되고 있다. 경희대학교에서는 부총장이 “전자전파공학과와 국어국문학과를 합쳐 웹툰창작학과를 만들 수도 있다”라는 발언을 하였고, 생활과학대학과 호텔관광대학을 통합하는 등의 문제가 발생하였다.

### 입시 준비생들에게 준비할 시간을 주지 않고 시행했다.
문과계열학과를 2500명 이상 자연과학계열은 1150명 이상 예체능 779명 이상을 축소하기 때문에 대학 입시 준비생들에게는 크나큰 부담으로 작용할 수 밖에 없다. 프라임 사업 대학에서는 교차지원 제도 등 다양한 방안을 준비하고 있지만, 본질적인 해결책이 될 수는 없다.

### 충분한 교원을 확보하지 못했다.
국회 교육문화체육관광위원회 전재수 의원(더불어민주당)에 의하면 프라임 사업 대학에서 충분한 준비 없이 주먹구구로 사업을 진행한 탓에 해당 대학들의 상당 수가 학생 정원은 대폭 늘렸지만 이에 상응한 교원을 확보하지 못해 2016년도 대비 2017년도 공학계열 교원 확보율은 낮아졌다고 한다.
숙명여대의 경우 교원 확보율이 121.4%에서 89.1%로, 경운대의 경우 122.2%에서 103.4%로, 한동대의 경우 71.6%에서 68%로 감소했다. 자연과학계열 정원이 늘어난 6개 대학 중 3개의 대학 또한 마찬가지로 동일한 양태를 보인다. 건국대의 경우 81.2%에서 75.4%로, 동의대의 경우 67.9%에서 52.9%로 낮아졌다.

### 기업만을 위한 대학 구조조정이다.
프라임 사업은 표면적으로는 사회적 수요를 위한 인재 양상을 목표로 하고 있지만, 여기서 사회는 기업이다. 대학의 예산과 표면적인 취업률을 위해 대학에서는 이 사업에 적극 참여하는 국가의 친기업적 대학 구조조정일 뿐이다.

### 추가 문제점[26][27]
- 프라임사업을 필두로 정부 관료들이 예산을 통해 가지고 있는 정치적 영향력은 앞으로 다양하게 교육계에 미칠 것이다.

- 인문사회, 예술학의 구성원들과 교육들이 담당했던 사회 비판과 감시의 기능이 약화될 것이다. 진학 학생 및 졸업생의 감소, 교수 채용의 감소 등으로 많은 사회적 분위기가 인문사회와 예술 영역을 서열화 시키고 있다. 이로 인해 사회의 비판적 지성의 위축이 일어날 수 있다.
- 4년제 대학에서 향후 10년간 공학·의약계열만 인력이 부족하고 다른 계열은 공급 과잉이라고 예측하지만, 공학계열 취업률도 해마다 하락 추세라서 그 전망을 신뢰할 수 없다.[28]